# 蒂爾登鎮區 (愛荷華州切羅基縣)
蒂爾登鎮區（英語：Tilden Township）是位於美國愛荷華州切羅基縣的一個行政鎮區。

## 地方資料
根據2010年美國人口普查的數據，蒂爾登鎮區的面積為93.88平方千米，當中陸地面積為93.88平方千米，而水域面積為0.00平方千米。當地共有人口194人，而人口密度為每平方千米2.07人。